# Clemens Doppler
Clemens Doppler (Kirchdorf an der Krems, 6 september 1980) is een voormalig, Oostenrijks beachvolleybalspeler en volleybalspeler. In die eerste discipline werd hij tweemaal Europees kampioen, negenmaal Oostenrijks kampioen en won hij in 2017 de zilveren medaille bij de wereldkampioenschappen. Daarnaast nam hij deel aan drie opeenvolgende Olympische Spelen. In zaal speelde hij zestig interlands voor de nationale ploeg.

## Carrière

### Zaal
Doppler begon zijn carrière in de zaal. Bij de junioren werd hij viermaal Oostenrijks kampioen en in 1995 was hij uitkomend voor VBC Steyr de jongste speler in de Bundesliga. Vervolgens maakte hij de overstap naar HotVolleys Wien met wie hij twee keer het Oostenrijkse kampioenschap en de beker won. Bovendien speelde hij zestig wedstrijden voor de nationale ploeg. In 2001 beëindigde hij zijn carrière in de zaal om zich te richten op het beachvolleybal.

### Beach

#### 1996 tot en met 2005
Doppler speelde in 1996 zijn eerste internationale beachvolleybalwedstrijd bij het Challenger-toernooi in Oostende met Helmut Hirner. Het jaar daarop werden ze tweede bij de Europese kampioenschappen onder de 20 in Zagreb. In 1998 debuteerde het duo in de FIVB World Tour met de toernooien in Lignano en Klagenfurt en het seizoen daarop namen ze nog eens deel aan de Klagenfurt Open waar ze niet verder kwamen dan plaats zeven-en-vijftig. In 2001 speelde hij met Dietmar Maderböck. Ze waren actief op vier reguliere FIVB-toernooien met een zeven-en-dertigste plaats in Berlijn als beste resultaat. Daarnaast namen ze in eigen land deel aan de wereldkampioenschappen; na twee nederlagen strandde het tweetal in de groepsfase. Bij de Oostenrijkse kampioenschappen wonnen ze daarentegen de titel. Met Peter Gartmayer won Doppler in Esposende bovendien de zilveren medaille bij de EK onder de 23 en werd hij vierde bij de EK in Jesolo nadat de troostfinale verloren ging tegen de Noren Jørre Kjemperud en Vegard Høidalen.
Het jaar daarop wisselde Doppler van partner naar Nik Berger met wie hij tot en met 2005 zou beachvolleyballen. Het eerste seizoen deed het tweetal mee aan negen mondiale toernooien. Ze behaalden daarbij twee vijfde (Montreal en Klagenfurt) en vier negende plaatsen (Berlijn, Gstaad, Marseille en Mallorca). Bij de EK in Bazel eindigden ze als vierde nadat ze de halve finale en de wedstrijd om het brons achtereenvolgens verloren hadden van de broers Martin en Paul Laciga uit Zwitserland en Kjemperud en Høidalen. Bovendien werd Doppler met Berger voor de tweede keer nationaal kampioen. In 2003 behaalden ze bij negen reguliere toernooien in de World Tour enkel toptienklasseringen. Ze begonnen met een derde plaats op Rodos en een vierde plaats in Gstaad. Daarna volgden vier negende plaatsen (Berlijn, Stavanger, Marseille, Espinho) en een vijfde plaats (Klagenfurt). Eind augustus wonnen Doppler en Berger in Alanya bovendien de Europese titel ten koste van de Duitsers Markus Dieckmann en Jonas Reckermann. Na afloop eindigde het duo als negende op Mallorca en als vierde in Los Angeles. Bij de WK in Rio de Janeiro gingen ze als tweede in de groep door naar de zestiende finales waar ze werden uitgeschakeld door het Zwitserse duo Patrick Heuscher en Stefan Kobel. Verder prolongeerden Doppler en Berger hun nationale titel.
Het daaropvolgende seizoen wisten ze bij de EK in Timmendorfer Strand hun titel niet te verdedigen; ze werden in de achtste finale uitgeschakeld door het Noorse tweetal Iver Andreas Horrem en Bjørn Maaseide. In de World Tour kwamen ze bij ze acht toernooien niet verden dan een zevende plaats in Gstaad. Bij de Grand Slam van Marseille blesseerde Doppler zijn knie waardoor hij de rest van het seizoen en daarmee ook de Olympische Spelen in Athene miste waarvoor hij zich met Berger gekwalificeerd had. In 2005 was het tweetal actief op twaalf reguliere FIVB-toernooien. Ze behaalden daarbij twee vijfde plaatsen (Gstaad en Montreal), een zevende plaats (Athene) en drie negende plaatsen (Stavanger, Stare Jabłonki en Acapulco). Bij de WK in Berlijn verloren Doppler en Berger in de eerste ronde van hun landgenoten Florian Gosch en Bernard Strauß en in de tweede ronde van de herkansing werden ze uitgeschakeld door de Brazilianen Emanuel Rego en Ricardo Santos.

#### 2006 tot en met 2011

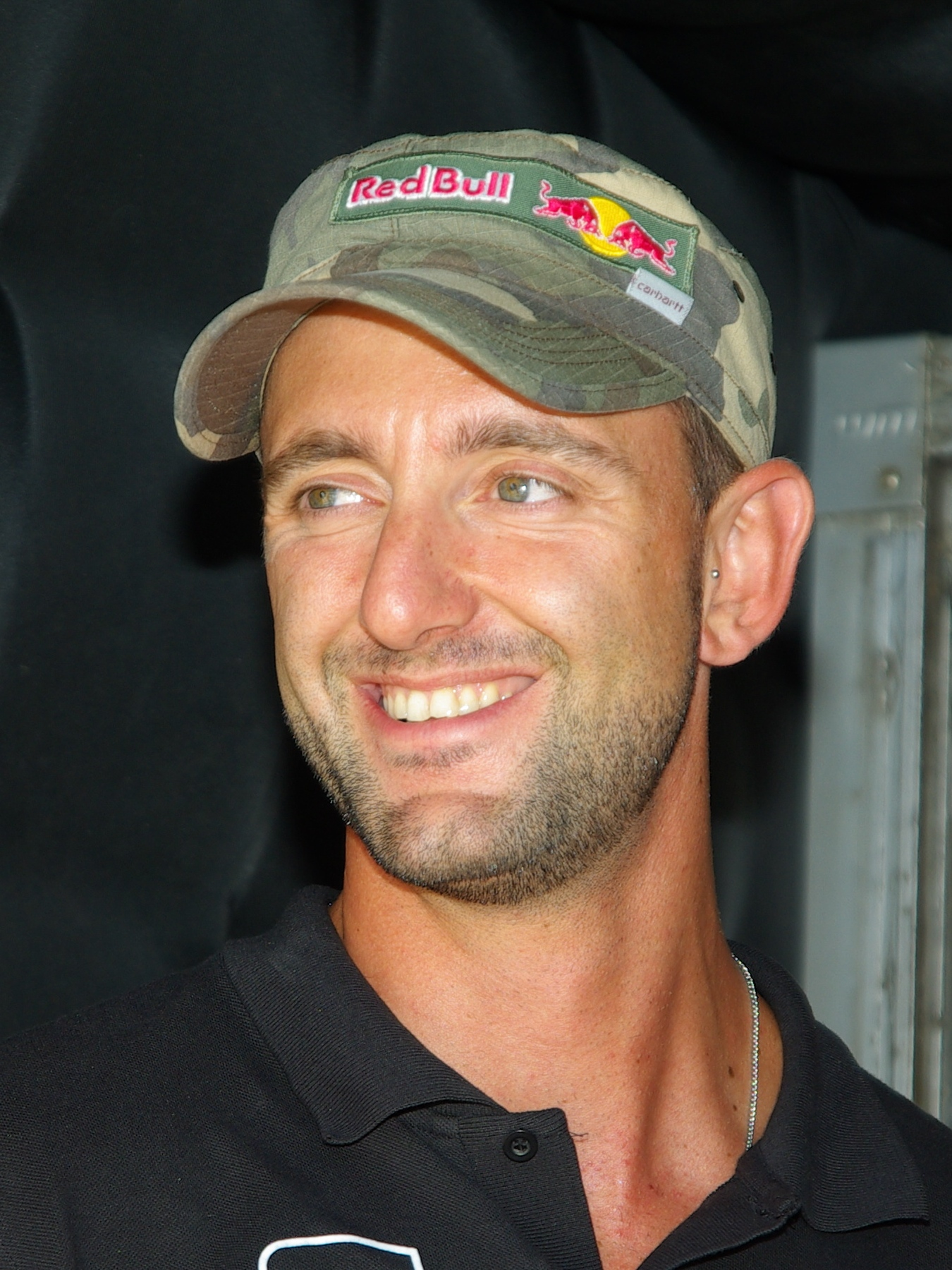
Doppler bij de Austrian Masters in Sankt Pölten (2008)

Van 2006 tot en met 2008 speelde Doppler samen met Gartmayer. Het eerste jaar namen ze deel aan negen mondiale toernooien met onder meer een zevende (Zagreb) en twee negende plaatsen (Espinho en Klagenfurt) als resultaat. Bij de Grand Slam van Klagenfurt blesseerde Doppler opnieuw zijn knie en het seizoen daarna keerde hij terug. Bij veertien reguliere wedstrijden in de World Tour kwamen Doppler en Gartmayer tot twee vijfde (Åland en Stare Jabłonki) en acht negende plaatsen. In Gstaad bereikten ze bij de WK de achtste finale die ze verloren van de latere kampioenen Todd Rogers en Phil Dalhausser. Daarnaast werd Doppler met Gartmayer in Valencia voor de tweede keer Europees kampioen; in de finale waren ze in drie sets te sterk voor het Nederlandse duo Reinder Nummerdor en Richard Schuil. In 2008 deden ze mee aan elf toernooien in de World Tour. Ze eindigden daarbij driemaal als vijfde (Stavanger, Klagenfurt en Kristiansand), eenmaal als zevende (Praag) en eenmaal als negende (Parijs). Bij de EK in Hamburg verloren ze in de tweede ronde van Nummerdor en Schuil, waarna ze in de herkansing werden uitgeschakeld door hun landgenoten Gosch en Horst. Bovendien namen Doppler en Gartmayer deel aan de Olympische Spelen in Peking. Ze gingen als groepswinnaar door naar de achtste finales waar de voor-Georgië-uitkomende Renato Gomes en Jorge Terceiro te sterk waren.
Vervolgens partnerde Doppler van 2009 tot en met 2011 met Matthias Mellitzer. Bij de WK in Stavanger bereikte het duo de zestiende finale die verloren werd van de Brazilianen Harley Marques en Alison Cerutti. Op mondiaal niveau kwamen ze in 2009 bij zes toernooien niet verder dan een dertiende plaats in Kristiansand en in eigen land werd Doppler met Mellitzer voor de vierde keer kampioen van Oostenrijk. Het daaropvolgende seizoen waren ze actief op tien FIVB-toernooien met een vijfde plaats in Klagenfurt als beste prestatie. In Berlijn wonnen ze achter Nummerdor en Schuil zilver bij de EK. Met Berger prolongeerde Doppler verder zijn nationale titel. In 2011 deden Doppler en Mellitzer mee aan elf reguliere wedstrijden in de mondiale competitie met twee zeventiende plaatsen als beste resultaat. Bij de WK in Rome eindigden ze als negende, nadat ze in de achtste finale werden uitgeschakeld door Bo Søderberg en Anders Lund Hoyer uit Denemarken. Bij de EK in Kristiansand verloren ze in de tussenronde van Martin Laciga en Jonas Weingart.

#### 2012 tot en met 2015
Sinds 2012 vormt Doppler een team met Alexander Horst. Het eerste jaar namen ze deel aan zeven toernooien in de World Tour waarbij ze een tweede plaats (Stare Jabłonki) en een zevende plaats (Mysłowice) behaalden. Bij de EK in Schevenigen eindigde het duo als negende, nadat ze in de achtste finale werden uitgeschakeld door Nummerdor en Schuil. In Londen strandden Doppler en Horst bij het olympisch beachvolleybaltoernooi in de groepsfase na twee nederlagen en een overwinning. Daarnaast wonnen ze de nationale titel. Het daaropvolgende seizoen kwamen ze bij zes reguliere FIVB-toernooien tot twee vijfde (Den Haag en Rome) en twee negende plaatsen (Corrientes en Gstaad). In Stare Jabłonki bereikten ze bij de WK de achtste finale die verloren werd van de latere kampioenen Alexander Brouwer en Robert Meeuwsen. Bij de EK in Klagenfurt liep Doppler tijdens de tweede poulewedstrijd wederom een knieblessure op, waarna hij het seizoen verder geen wedstrijden meer speelde.
In 2014 wonnen Doppler en Horst in Quartu Sant'Elena de bronzen medaille bij de EK ten koste van het Spaanse duo Pablo Herrera en Adrián Gavira, nadat ze de halve finale verloren hadden van de Italianen Paolo Nicolai en Daniele Lupo. Op mondiaal namen ze deel aan acht toernooien met onder meer een vierde plaats in Stare Jabłonki en een vijfde plaats in Gstaad als resultaat. Bovendien wonnen ze de titel bij de Oostenrijkse kampioenschappen. Het jaar daarop begon het duo in de World Tour met twee vijfde plaatsen in Moskou en Poreč, gevolgd door een negende plaats in Stavanger en een vierde plaats in Sint-Petersburg. Bij de WK in Nederland kwamen ze tegen het Amerikaanse duo Jacob Gibb en Casey Patterson niet verder dan zestiende finale. Na afloop eindigde het duo als negende in Gstaad en als derde in Yokohama. In Klagenfurt bereikten Doppler en Horst de kwartfinale van de EK waar Alex Ranghieri en Adrian Carambula uit Italië te sterk waren. In Long Beach en Olsztyn volgden respectievelijk een vijfde en vijf-en-twintigste plaats. Ze sloten het seizoen af met een negende plaats bij de World Tour Finals in Fort Lauderdale.

#### 2016 tot en met 2023

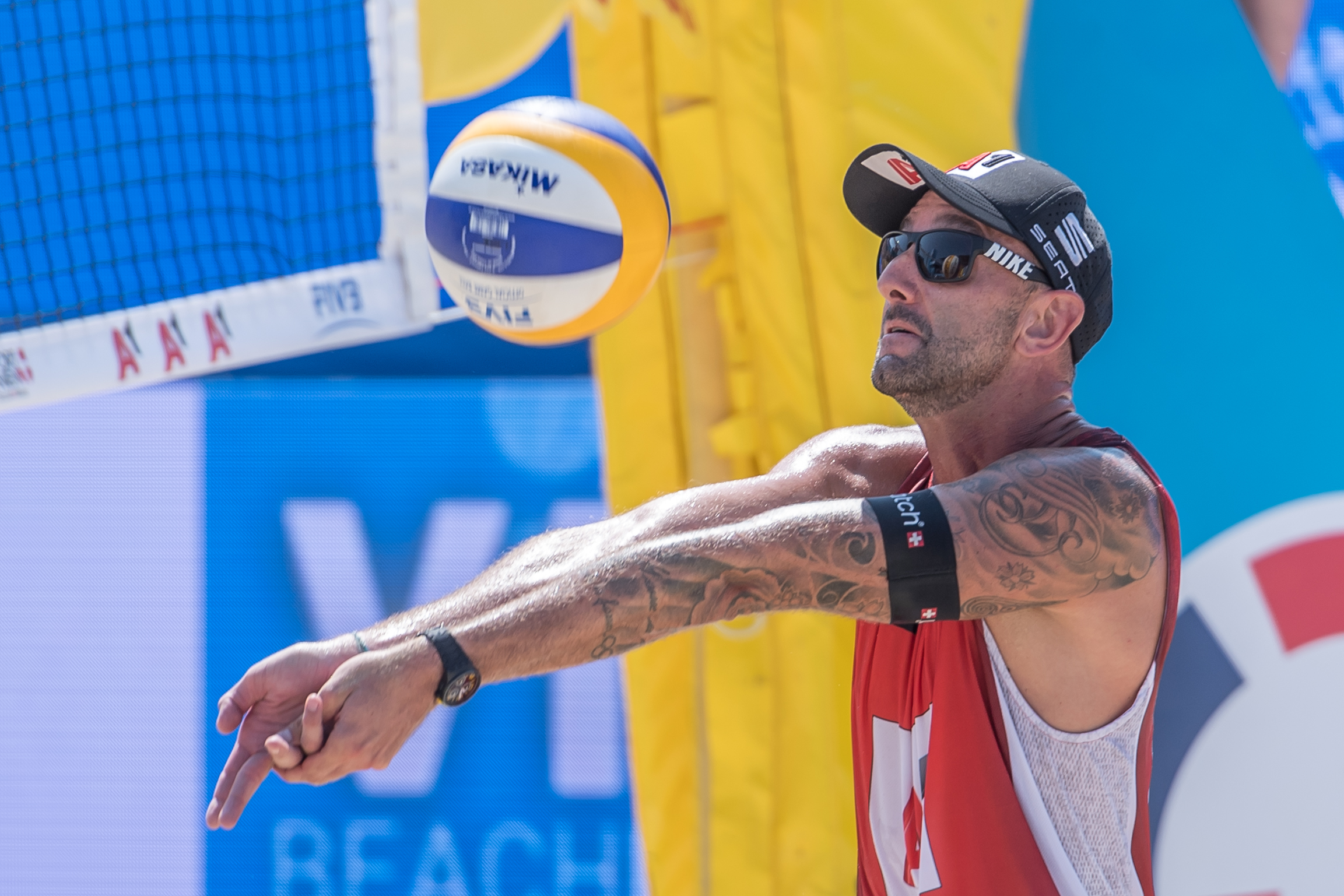
Doppler in actie tijdens het 5-sterren-toernooi van Wenen (2018)

In 2016 speelden ze negen wedstrijden in de mondiale competitie. Daarbij behaalde het duo een tweede (Poreč), een vijfde (Rio de Janeiro) en een negende plaats (Doha). In Biel/Bienne gingen Doppler en Horst bij de EK als groepswinnaar door naar de achtste finales waar ze werden uitgeschakeld door Herrera en Gavira. Bij de Olympische Spelen in Rio verloren ze in de achtste finale van de Cubanen Nivaldo Díaz en Sergio González. Het seizoen daarop namen ze in aanloop naar de WK in eigen land deel aan zes toernooien in de World Tour. Ze behaalden daarbij twee vijfde (Den Haag en Poreč) en twee negende plaatsen (Rio de Janeiro en Moskou). Bij de WK in Wenen wonnen Doppler en Horst de zilveren medaille achter de Brazilianen Evandro Gonçalves en André Loyola. Voor deze prestatie werden ze door de stad Wenen onderscheiden met een Goldener Rathausmann. Ze sloten het seizoen vervolgens af met een vijfde plek bij de Finals in Hamburg. In 2018 deden ze mee aan tien toernooien in het internationale circuit. Ze boekten de overwinning in Baden, behaalden vijfde plaatsen in Xiamen en Wenen en eindigden als negende in Warschau, Espinho en Gstaad. Bij de EK in Nederland werden ze in de tussenronde uitgeschakeld door het Franse duo Youssef Krou en Quincy Aye. In eigen land werden ze bovendien nationaal kampioen.
Het daaropvolgende seizoen kwamen Doppler en Horst bij elf reguliere FIVB-toernooien tot een overwinning (Baden) en twee negende plaatsen (Doha en Xiamen). Bij de WK in Hamburg strandde het duo in de zestiende finales tegen de Russen Nikita Ljamin en Taras Myskiv en bij de EK in Moskou waren de Duitsers Julius Thole en Clemens Wickler in de achtste finale te sterk. Bij de World Tour Finals eindigden ze als vijf-en-twintigste. In 2020 waren ze actief op drie World Tour-toernooien met een tweede plaats in Ljubljana als beste prestatie. Bij de EK in Jūrmala verloren ze in de tussenronde van het Poolse duo Michał Bryl en Mikołaj Miszczuk. Daarnaast werd Doppler voor de negende keer in zijn carrière Oostenrijks kampioen. Het jaar daarop kwamen ze bij drie mondiale toernooien en bij de EK in Wenen – waar ze in de groepsfase strandden – niet verder dan plek vijf-en-twintig. In 2022 en 2023 speelde Doppler zeven Future-toernooien in de Beach Pro Tour met Thomas Kunert. Een vijfde plaats in Boedapest was daarbij het beste resultaat. In augustus 2023 beëindigde Doppler zijn spelerscarrière.

## Palmares
Kampioenschappen
- 1997:  EK U20
- 2001:  NK
- 2001:  EK U23
- 2002:  NK
- 2003:  EK
- 2003:  NK
- 2007: 9e WK
- 2007:  EK
- 2008: 9e OS
- 2009:  NK
- 2010:  EK
- 2010:  NK
- 2011: 9e WK
- 2012:  NK
- 2013: 9e WK

- 2014:  EK
- 2014:  NK
- 2016: 9e OS
- 2017:  WK
- 2018:  NK
- 2020:  NK

FIVB World Tour
- 2003:  Rodos Open
- 2012:  Grand Slam Stare Jabłonki
- 2015:  Grand Slam Yokohama
- 2016:  Poreč Major
- 2018:  1* Baden
- 2019:  1* Baden
- 2020:  1* Ljubljana